# 루마니아계 미국인
루마니아계 미국인(영어: Romanian Americans, 루마니아어: Români Americani)은 루마니아 혈통을 가진 미국인이다. 2023년 미국 커뮤니티 설문조사에 따르면 425,738명의 미국인이 루마니아인을 첫 번째 또는 두 번째 조상으로 표시했지만, 다른 출처에서는 현대 미국의 루마니아계 미국인 수에 대해 더 높은 추정치를 제공하는데, 이는 아마도 더 정확할 것이다. 예를 들어, 루마니아-미국 네트워크는 루마니아 민족의 전부 또는 일부를 포함하는 약 120만 명의 추정치를 제공한다. 또한 루마니아 유대인 혈통을 가진 사람들도 상당수 있으며, 이들은 약 225,000명으로 추정된다.

## 분포
루마니아계 미국인은 미국 전역에 분포되어 있으며, 미시간주, 오하이오주, 일리노이주 등 중서부, 북동부, 뉴욕주, 펜실베니아주, 델라웨어주, 캘리포니아주 (로스앤젤레스, 새크라멘토)에 집중되어 있다. 남동부에서는 조지아주 (메트로 애틀랜타), 플로리다주 (남부 플로리다), 앨라배마주 (몽고메리)에서 커뮤니티가 발견된다. 애리조나주와 같은 미국 남서부에도 중요한 커뮤니티가 있다. 가장 큰 루마니아계 미국인 커뮤니티는 뉴욕주에 있다.

## 문화
루마니아 문화는 미국 문화와 결합하여 루마니아 태생의 미국인들이 미국 문화를 받아들이거나 강한 루마니아 유산을 가진 미국 태생의 사람들로 특징지어진다.
루마니아 문화는 루마니아 음악, 신문, 교회, 문화 단체 및 단체, 예를 들어 루마니아-미국 의회나 원탁회의(NFP)와 같은 다양한 종류에서 볼 수 있다. 주로 루마니아 정교회와 루마니아 그리스 가톨릭 교회 내에서 종교는 미국 내 루마니아 존재의 중요한 흔적이며, 거의 모든 대도시에 교회가 있다.

## 대표적인 인물
- 스탠리 큐브릭
- 아트 가펑클
- 스탠 리
- 에드워드 G. 로빈슨
- 행크 그린버그
- 팀 콘웨이
- 피터 다이아몬드
- 빌 골드버그
- 애덤 골드버그
- 세바스티안 스탄
- 조셉 고든 레빗
- 앤드류 가필드
- 애나 개스타이어
- 나디아 코마네치
- 세이디 알렉산드루
- 서브리나 요네스큐
- 오아나 그레고리